# Viola fuscifolia
Viola fuscifolia är en violväxtart som beskrevs av Wilhelm Becker. Viola fuscifolia ingår i släktet violer, och familjen violväxter. Inga underarter finns listade i Catalogue of Life.